# Consiglio del Comando della Rivoluzione egiziano

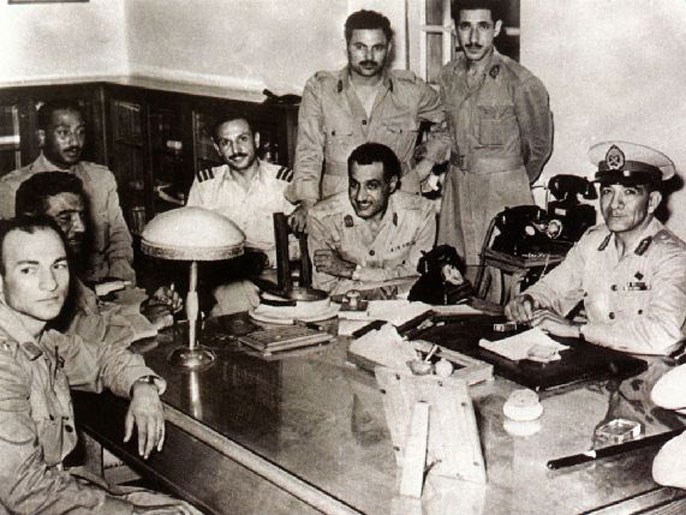

Il Consiglio del Comando della Rivoluzione egiziano (CCR) è stato la struttura organizzativa istituita per sovrintendere agli sviluppi politici, economici e culturali nell'Egitto e in Sudan, dopo la Rivoluzione egiziana del 1952.  Esso prescelse inizialmente Ali Maher Pascià come Primo ministro ma poi lo obbligò a rassegnare le proprie dimissioni quando si constatò la totale divergenza di vedute tra lui e il CCR a proposito della Riforma agraria.  A quel punto il Consiglio del Comando della Rivoluzione avocò a sé ogni potere in Egitto.
Il CCR controllò l'andamento dello Stato fino al 1954, quando il Consiglio decise il proprio autoscioglimento.

## Storia
Nel luglio del 1952 un gruppo di ufficiali dell'esercito egiziano, delusi dalla situazione del Paese e dalla disfatta nella Guerra arabo-israeliana del 1948 e che avevano formato un movimento clandestino, cui fu dato il nome di Liberi Ufficiali (guidato dal gen. Muḥammad Nagīb e, dal col. Gamāl ʿAbd al-Nāṣer) rovesciò Re Fārūq, cui venivano imputati principalmente i vari mali sociali e politici e le inadeguatezze in genere dell'Egitto. I rivoluzionari crearono immediatamente un "Consiglio del Comando della Rivoluzione" (in arabo ﻣﺠﻠﺲ ﻗﻴﺎﺩة ﺍﻟﺜﻮﺭة‎?, Majlis qiyāda al-thawra), che di fatto rappresentava il vero potere decisionale nel Paese, chiamando Nagīb alla sua presidenza e Gamāl ʿAbd al-Nāṣer alla vicepresidenza. Dopo avere avocato a sé ogni potere decisionale, i Liberi Ufficiali decisero di non occuparsi dell'amministrazione dell'Egitto giorno per giorno. Pertanto essi trasmisero il potere esecutivo a Ali Maher Pascià, un politico esperto che essi nominarono Primo ministro.
Le aspettative popolari per immediate riforme portarono a scontri di piazza a Kafr al-Dawār nell'agosto 1952, che portarono alla condanna a morte di due manifestanti. Il Consiglio del Comando della Rivoluzione aveva all'epoca forti connotazioni ideologiche e Maher fu obbligato a dimettersi nel 1952 per aver rifiutato di sostenere le leggi di riforma agraria proposte dal Consiglio stesso. Nagīb assunse allora il comando del Consiglio ma, fin dal principio fu Gamāl ʿAbd al-Nāṣer la vera guida del Consiglio del Comando della Rivoluzione. Nagīb fu nominato dapprima comandante in capo delle forze armate, per garantirsi la realtà dei suoi componenti nei confronti dei Liberi Ufficiali e in settembre fu nominato Primo ministro e componente del Consiglio Reale di Reggenza, con Gamāl ʿAbd al-Nāṣer che agiva dietro le quinte come ministro degli Interni. 
Nello stesso mese passò la Legge di Riforma Agraria, con un'ampia ridistribuzione delle terre che mise fine al plurisecolare latifondo egiziano. Nel dicembre del 1952, la Costituzione del 1923 fu abrogata "nel nome del popolo" (che tuttavia non fu interpellato in merito).
Nel gennaio del 1953, gli ufficiali del CCR sciolsero e misero al bando tutti i partiti, proclamando un periodo transitorio di tre anni durante il quale il CCR avrebbe governato senza alcun impedimento. Una Carta costituzionale provvisoria, che legalizzava il CCR, fu proclamata il 10 febbraio e il Raggruppamento per la Liberazione — la prima delle 3 organizzazioni politiche collegate al regime inaugurato col colpo di Stato del luglio del 1952 — fu presentato all'opinione pubblica, debitamente mobilitata dal regime militare.

### Conflitto e cambiamento
Nagīb cominciò a entrare in urto con gli altri membri del CCR circa gli obiettivi della Rivoluzione, che egli pensava dovessero essere pienamente perseguiti e rafforzati. Egli credeva infatti che il ruolo dei militari dovesse essere transitorio e che il potere politico dovesse tornare in mano ai civili attraverso un sistema parlamentare, convinto com'era che i militari non dovessero occuparsi stabilmente di politica ma solo di tutelare le libertà politiche del Paese. Dopo un brevissimo periodo in cui il potere venne affidato ai civili, i militari proclamarono il 18 giugno 1953 la repubblica. Con la riforma agraria finalmente ben avviata, Nagīb proclamò l'abolizione ufficiale della monarchia egitto-sudanese e proclamò se stesso Presidente della Repubblica d'Egitto.
Ben presto però le frizioni tra Nagīb e Gamāl ʿAbd al-Nāṣer si acuirono e il conflitto tra i due sfociò nelle forzate dimissioni di Nagīb dalle cariche marzo 1954 . Il CCR proclamò a quel punto Gamāl ʿAbd al-Nāṣer Primo ministro ma poi non fu nominato alcun altro Presidente della Repubblica, lasciando quindi vacante la suprema carica dello Stato. Nagīb fu posto agli arresti domiciliari per prevenire un eventuale suo ritorno al potere, vista la grande popolarità goduta dal generale. Il CCR dovette infatti affrontare una vistosa manifestazione d'impopolarità espressa da un gran numero di cittadini che protestarono per quanto accaduto, chiedendo che il generale fosse reintegrato nelle sue cariche, tanto che un certo numero di componenti del CCR chiese che Gamāl ʿAbd al-Nāṣer consentisse a Nagīb di riassumere le sue funzioni pubbliche e d'indire elezioni libere per identificare un Presidente della Repubblica e un Primo ministro che fossero l'espressione della libera volontà popolare.
Gamāl ʿAbd al-Nāṣer fu a quel punto obbligato ad acconsentire e Nagīb riassunse in aprile la Presidenza della Repubblica e lui rimase primo ministro. 

### Fine del Consiglio del Comando della Rivoluzione
Gamāl ʿAbd al-Nāṣer usò il breve periodo in cui fu Primo ministro per “purgare ... l'esercito dagli elementi filo-Negīb”, e per tutta l'esistenza del CCR egli gradualmente operò per allontanare Negīb dal potere. Decise di abolire il CCR e il 24 luglio 1954, il Consiglio proclamò il proprio autoscioglimento e annunciò la conclusione della spinta che aveva portato alla Rivoluzione egiziana. Infine , nell'ottobre del 1954, Gamāl ʿAbd al-Nāṣer riuscì formalmente a rimuovere Negīb da presidente e a diventare l'unico leader dell'Egitto. Neguib fu posto agli arresti e lo restò fino al 1972 quando fu liberato da Sadat. Nasser rimase al potere per oltre 15 anni, fino alla sua morte nel 1970, senza che vi fosse qualcuno che osasse contrastarlo politicamente.

## Caratteristiche
Il CCR promosse e lavorò inizialmente per realizzare in Egitto gli ideali del "Socialismo arabo". Di fatto però la principale realizzazione economica furono solo la riforma agraria del 1952 e la nazionalizzazione delle principali realtà industriali del Paese e del suo sistema bancario. L'acme fu senza alcun dubbio raggiunta nel 1956 con la nazionalizzazione della Compagnia del Canale di Suez, controllata da investitori francesi e dal Regno Unito, con la conseguente guerra d'aggressione subita e arrestata solo dal deciso intervento degli Stati Uniti e dell'Unione Sovietica e lo sgombero delle basi militari britanniche, residuale marca del colonialismo britannico.
Più tardi la maggior parte di queste politiche si bloccò e vi furono anche corposi arretramenti autoritari, mentre l'economia dirigistica non si tramutava in una qualità di vita migliore per la popolazione agricola e delle grandi città. A merito del CCR va però ricordato l'ideologia secolarizzata che esso promosse e il forte contrasto nei confronti del radicalismo islamico, oltre alla spinta decisa verso la modernizzazione e l'industrializzazione dell'Egitto (in minima parte però portate a termine) e all'abolizione dell'arcaismo della società egiziana e del suo tradizionalismo più retrivo.